# Chicheboville
Chicheboville is een plaats en voormalige gemeente in het Franse departement Calvados in de regio Normandië. De plaats maakt deel uit van het arrondissement Caen. Op 1 januari 2017 fuseerde de gemeente met Moult tot de commune nouvelle Moult-Chicheboville.

## Geografie
De oppervlakte van Chicheboville bedraagt 7,6 km², de bevolkingsdichtheid is 65,8 inwoners per km².
De onderstaande kaart toont de ligging van Chicheboville met de belangrijkste infrastructuur en aangrenzende gemeenten.

## Demografie
Onderstaande figuur toont het verloop van het inwonertal (bron: INSEE-tellingen).
Vanwege een beveiligingsprobleem met de MediaWiki Graph-software is het momenteel niet mogelijk deze grafiek weer te geven. Zodra de software is bijgewerkt zal de grafiek vanzelf weer zichtbaar worden.